# Замка за родитеље (филм из 1998)
Замка за родитеље (енгл. The Parent Trap) амерички је љубавно-хумористички филм из 1998. године, сценаристкиње и редитељке Ненси Мајерс, и продуцента и сценаристе Чарлса Шајера. Римејк је истоименог филма из 1961. и адаптација романа Ериха Кестнера, Близнакиње.
Денис Квејд и Наташа Ричардсон глуме разведени пар који се развео убрзо након рођења њихових идентичних ћерка близнакиња; Линдси Лохан (у свом филмском дебију) глуми обе близнакиње, Хали Паркер и Ени Адамс, које су се случајно поново ујединиле у летњем кампу након што су раздвојене по рођењу. Дејвид Свифт написао је сценарио за оригинални филм из 1961, темељен на роману Близнакиње. Прича је упоредива са оном из филма Дијане Дербин, Три паметне девојке. Свифт је, заједно са Мајерсовом и Шајером, заслужан за сценарио верзије из 1998. године.
Филм је издат 29. јула 1998. године и остварио је успех на биоскопским благајнама, зарадивши 92,1 милион долара, наспрам буџета од 15 милиона долара. Добио је позитивне критике критичара, а посебно Лоханин наступ који је добио високе похвале.

## Радња
Године 1986, власник америчке винарије, Николас Паркер, и британска дизајнерка венчаница, Елизабет Џејмс, венчали су се током трансатлантског прелаза на броду Queen Elizabeth 2. Убрзо након рођења њихових идентичних ћерки близнакиња, Ени и Хали, разводе се, а обоје имају искључиво старатељство над једном девојчицом; Ник одгаја Хали у долини Напе, а Елизабет одгаја Ени у Лондону.
11 година и 9 месеци касније, у лето 1998. године, Ник и Елизабет случајно шаљу своје ћерке у исти летњи камп у Мејну, где се упознају и одмах се не свиђају једна другој. Почињу да повлаче низ шала једна другој. Након што једна шала оде предалеко, девојчице су за казну заједно изоловане до краја кампа. Током искреног разговора, откривају да су сестре близнакиње. Очајнички желећи да упознају родитеља којег никада нису познавале, они праве план: замене места како би поново спојили своју породицу, у нади да ће поново окупити своје родитеље. Хали имитира Енин британски нагласак и лети у Лондон да упозна њихову мајку, деду по мајци, Чарлса и Џејмсовог батлера, Мартина. У међувремену, Ени имитира Халиин амерички нагласак и лети у долину Напе да упозна њиховог оца, Халину дадиљу, Чеси, и пса Паркерових, Семија.
Ени сазнаје да Ник има нову, младу девојку, Мередит, спонзорушу која мрзи децу, коју намерава запросити. Хали се искрада да позове своју сестру из телефонске говорнице, али је открије Чарлс, који је убеђује да открије свој идентитет Елизабет. У међувремену, Чеси постаје сумњичава према „Халином” чудном понашању, а „Хали” признаје да је заиста Ени, али Чеси крије њену тајну.
Хали каже Елизабет да Ник жели да се нађе са њом у Сан Франциску, како би вратио девојке. Њих двоје, заједно са Мартином, путују да то ураде, а Елизабет је нервозна јер поново среће Ника. Истог викенда, Ени, Ник и Мередит путују у исти хотел да разговарају о плановима за венчање. Ник види Елизабет први пут после много година и сазнају да су их ћерке превариле да се поново сретну, док Ник открива да се бринуо о Ени након краја кампа. Чеси и Мартин се упознају и постају љубавно привучени једно другим.
Хали и Ени поново стварају ноћ када су се њихови родитељи упознали тако што су изнајмиле јахту на једно вече, али на крају не успевају да оживе Никову и Елизабетину везу. Близнакиње прибегавају последњем покушају, захтевајући тродневно породично камповање, одбијајући да открију ко је која близнакиња све док се не врате. Елизабет превари Мередит да заузме њено место на камповању у последњем тренутку, на велико запрепашћење девојчица. Током путовања, Хали и Ени праве бројне безазлене трикове над Мередит, која постаје бесна и захтева да Ник бира између ње и њих. Ник схвата Мередитино право лице према његовој деци и бира близнакиње уместо ње, док прекида веридбу и венчање. Мередит у бесу баца свој прстен на њега.
Назад у долини Напе, Ник показује Елизабет своју колекцију вина, укључујући флашу са њиховог венчања. Они схватају да и даље имају осећања једно према другом, али одлучују да је боље да иду својим путем. Елизабет и Ени се касније укрцавају на лет за Лондон. Кад стигну кући, затекну их Ника и Хали који их чекају (полетели су бржим летом преко Конкорда). Ник изражава своју претходну грешку што није кренуо за Елизабет када га је први пут напустила. Они се љубе. Хали и Ени гледају, узвикујући: „Заиста смо успеле.”
Током завршне шпице, приказују се фотографије Ника и Елизабет који се поново венчавају на броду Queen Elizabeth 2, са Ени и Хали као деверушама, а Мартином који је запросио Чеси.

## Улоге
| Глумац             | Улога                   |
| ------------------ | ----------------------- |
| Линдси Лохан       | Хали Паркер / Ени Џејмс |
| Денис Квејд        | Николас „Ник” Паркер    |
| Наташа Ричардсон   | Елизабет „Лиз” Џејмс    |
| Елејн Хендрикс     | Мередит Блејк           |
| Лиса Ен Волтер     | Чеси                    |
| Сајмон Кунц        | Мартин                  |
| Поли Холидеј       | Марва Калп Старија      |
| Меги Вилер         | Марва Калп Млађа        |
| Рони Стивенс       | Чарлс Џејмс             |
| Хали Мајерс-Шајер  | Линдси                  |
| Џоана Барнс        | Вики Блејк              |
| Џ. Патрик Макормак | Лес Блејк               |